# Siarczan heparanu

Możliwe elementy struktury siarczanu heparanu. Liczba i pozycje reszt siarczanowych mogą być inne

Siarczan heparanu – polisacharyd o strukturze liniowej z grupy glikozoaminoglikanów. Występuje na zewnętrznych powierzchniach komórek zwierzęcych. Struktura siarczanu heparanu jest zbliżona do heparyny. Obie substancje zbudowane są z jednostek disacharydowych o różnym stopniu zestryfikowania resztami siarczanowymi. Najczęściej występujące jednostki cukrowe heparanu to kwas glukuronowy lub iduronowy połączone wiązaniami β-1,4-glikozydowymi z resztami N-acetyloglukozaminowymi.